# Ploča Maoke
Ploča Maoke je mala tektonska ploča u zapadnoj Novoj Gvineji ispod planinskog lanca Sudirman iz kojeg se uzdiže najviša planina na otoku - Puncak Jaya. Na istoku ploče je konvergentna granica s pločom Woodlark. Na jugu leži Transformni rasjed s Australskom pločom, a ploča Ptičje glave leži na zapadu.